# Barlovo
Barlovo es un pueblo del municipio de Kuršumlija, Serbia. Según el censo de 2002, el pueblo tiene una población de 166 personas. 